# Srđan
Srđan, Srđ, Serđo i Srdan (Srdjan)  su muška osobna imena latinskog porijekla. 
Ime je latinskog podrijetla i potječe od Sergius, što je bilo obiteljsko ime stare rimske obitelji. Smatra se da je izvorno nastalo od staro etruščanske riječi čije je značenje nepoznato.
Sergius se inače prevodi kao sluga, iako bi vjerojatnije značenje imena bilo uslužnik, jer Sergius može istovremeno značiti: čuvar,  spremač, pratitelj (pratilac).
Ono je i kršćansko ime prema svecu iz 4. stoljeća, rimskom zapovjedniku, mučeniku u Siriji, ali i sv. Sergiju iz 14. stoljeća, duhovnom zaštitniku Rusije. Također je najraniji dubrovački zaštitnik (prije sv. Vlaha) bio je sv. Srđ, po kojemu je nazvano brdo Srđ iznad dubrovnika. Oba sveca, sv. Srđ i sv. Vlaho,  se u pravoslavnom kršćanstvu slave istog dana i blagdan je još i poznat kao Srđandan.

## Oblik imena Srđan u raznim jezicima
Različiti narodi su ovo ime transformirali u različite oblike i postalo je najpopularnije u Italiji, gde prednjači forma Sergio, a kod nas se još čuje i talijanizirani oblik Serđo. Ime je također popularno i u formi Sergej.
- arapski: Sarkis ili Sarjoun
- armenski: Serzh (Սերժ), Sargis (Սարգիս)
- bjeloruski: Siarhei, Siarhiej (Сяргей) ili Sierž (Серж)
- bretonski: Serj
- katalonski: Sergi
- nizozemski: Serge
- esperanto: Sergio
- francuski: Serge
- galicijski: Serxio
- gruzijski: Sergo
- grčki: Sergios (Σέργιος)
- hrvatski: Srđan
- mađarski: Szergiusz
- talijanski: Sergio
- latinski: Sergius
- makedonski: Sergej (Сергеј)
- poljski: Sergiusz
- portugalski: Sérgio
- rumunjski: Sergiu
- ruski i bugarski: Sergei ili Sergey (Сергей)
- srpski: Sergije (Сергије), Srdjan (Srđan, Срђан, Serdjan)
- slovački: Sergej
- španjolski: Sergio
- ukrajinski: Sergiy, Serhiy, Serhii ili Sergii (Сергiй)
- malteški: Sergio